# Campeonato Mundial de Atletismo Sub-20 de 2022 - 110 m com barreiras masculino
A prova dos 110 metros com barreiras masculino do Campeonato Mundial de Atletismo Sub-20 de 2022 ocorreu entre os dias 1 a 3 de agosto de 2022 no Estádio Olímpico Pascual Guerrero, em Cali, na Colômbia.

## Recordes
Antes desta competição, os recordes mundiais e do campeonato nesta prova eram os seguintes:
|       | Nome           | Nacionalidade | Tempo | Local      | Data                 |
| ----- | -------------- | ------------- | ----- | ---------- | -------------------- |
| WU20R | Sasha Zhoya    | França        | 12.72 | Nairóbi    | 21 de agosto de 2021 |
| CR    | Sasha Zhoya    | França        | 12.72 | Nairóbi    | 21 de agosto de 2021 |
| WU20L | Matthew Sophia | Países Baixos | 13.23 | Willemstad | 12 de março de 2022  |

## Medalhistas
| Ouro                  | Prata             | Bronze               |
| Antoine Andrews (BAH) | Malik Mixon (USA) | Matthew Sophia (NED) |

## Cronograma
Todos os horários são locais (UTC-5).
| Data        | Hora  | Evento    |
| ----------- | ----- | --------- |
| 1 de agosto | 12:15 | Bateria   |
| 2 de agosto | 12:10 | Semifinal |
| 3 de agosto | 17:25 | Final     |

## Resultados

### Bateria
Qualificação: Os 3 primeiros de cada bateria (Q) e os 3 tempos mais rápidos (q).
Vento:
 Bateria 1: 0.0 m/s, Bateria 2: +0.2 m/s, Bateria 3: +1.6 m/s, Bateria 4: +0.2 m/s, Bateria 5: -0.3 m/s, Bateria 6: -0.3 m/s, Bateria 7: +0.5 m/s
| Posição | Bateria | Atleta                        | Nacionalidade  | Tempo        | Notas    |
| ------- | ------- | ----------------------------- | -------------- | ------------ | -------- |
| 1       | 1       | Matthew Sophia                | Países Baixos  | 13.10        | Q,       |
| 2       | 3       | Antoine Andrews               | Bahamas        | 13.36        | Q, NU20R |
| 3       | 7       | Tayleb Willis                 | Austrália      | 13.67        | Q        |
| 4       | 1       | Sisínio Ambriz                | Portugal       | 13.68        | Q        |
| 5       | 7       | Bogdan Vidojković             | Sérvia         | 13.69 [.681] | Q, NU20R |
| 6       | 7       | Dishaun Lamb                  | Jamaica        | 13.69 [.683] | Q        |
| 7       | 1       | Carter Birade                 | Canadá         | 13.73 [.722] | Q        |
| 8       | 5       | TJ Caldwell                   | Estados Unidos | 13.73 [.727] | Q        |
| 9       | 6       | Denmar Jacobs                 | África do Sul  | 13.74        | Q        |
| 10      | 4       | Yuan-Kai Hsieh                | Taipé Chinesa  | 13.75        | Q        |
| 11      | 5       | Manuel Mordi                  | Alemanha       | 13.77 [.766] | Q        |
| 12      | 5       | Thiago Ornelas                | Brasil         | 13.77 [.769] | Q        |
| 13      | 4       | Kherrafi Moncif               | Argélia        | 13.79        | Q,       |
| 14      | 2       | Demario Prince                | Jamaica        | 13.80        | Q        |
| 15      | 3       | Christos-Panagiotis Roumtsios | Grécia         | 13.82 [.815] | Q,       |
| 16      | 2       | Štěpán Schubert               | Chéquia        | 13.82 [.818] | Q        |
| 17      | 2       | Markus Moberg                 | Suécia         | 13.83        | Q        |
| 18      | 6       | Mitchell Lightfoot            | Austrália      | 13.89        | Q        |
| 19      | 7       | Elvin Yap Zhi Xian            | Malásia        | 13.91        | q,       |
| 20      | 4       | Enzo Diessl                   | Áustria        | 13.92        | Q        |
| 21      | 6       | Šimon Weiser                  | Chéquia        | 13.94        | Q        |
| 22      | 5       | Oscar Dugue                   | França         | 13.95        | q        |
| 23      | 1       | Issiah Patrick                | Granada        | 13.98        | q,       |
| 24      | 2       | Francisco Marques             | Portugal       | 14.06        |          |
| 25      | 7       | Jose Eduardo Mendes           | Brasil         | 14.08        |          |
| 26      | 2       | Aaron Giurgian                | Alemanha       | 14.09        |          |
| 27      | 3       | Malik Mixon                   | Estados Unidos | 14.10 [.091] | Q        |
| 28      | 3       | Jorim Bangue                  | Camarões       | 14.10 [.094] |          |
| 28      | 3       | Tatsuki Abe                   | Japão          | 14.10 [.094] |          |
| 30      | 5       | Graceson Amalda               | Índia          | 14.13        |          |
| 31      | 6       | Winson Vasquez                | Venezuela      | 14.17        |          |
| 32      | 1       | Nathan Oberti                 | Suíça          | 14.18 [.172] |          |
| 33      | 5       | Kaweesha Bandara              | Sri Lanka      | 14.18 [.175] |          |
| 34      | 3       | Kevin Medieta                 | Paraguai       | 14.25        |          |
| 35      | 6       | Fabio Kobelt                  | Suíça          | 14.29        |          |
| 36      | 1       | Lukáš Ševčik                  | Eslováquia     | 14.30        |          |
| 37      | 4       | Juan Apodaca                  | Equador        | 14.31        |          |
| 38      | 3       | Doudai Oumar                  | Catar          | 14.37        |          |
| 39      | 7       | Alexandru Sendrea             | Roménia        | 14.38        |          |
| 40      | 4       | Yaider Palomeque              | Colômbia       | 14.61        |          |
| 41      | 4       | Ryona Manago                  | Japão          | 14.70        |          |
| 42      | 2       | Strahinja Radaković           | Sérvia         | 14.80        |          |
| 43      | 5       | Nayef Al-Rashidi              | Bahrein        | 15.71        |          |
| 44      | 4       | Hernan Pereira                | Honduras       | 16.22        |          |
| 45      | 6       | Zoltán Polyák                 | Hungria        | 34.36        |          |
| 46      | 4       | Emel Keyser                   | África do Sul  | DSQ          | DSQ      |
| 47      | 1       | Damiano Dentato               | Itália         | DSQ          | DSQ      |
| 48      | 2       | Ryder King                    | Canadá         | DSQ          | DSQ      |
| 49      | 7       | Mohammed Al-Shiblawi          | Iraque         | DNS          | DNS      |
| 50      | 6       | Khalian Vitalis               | Santa Lúcia    | DNS          | DNS      |

### Semifinal
Qualificação: Os 2 primeiros de cada bateria (Q) e os 2 tempos mais rápidos (q). 
Vento:
 Bateria 1: +0.3 m/s, Bateria 2: +0.3 m/s, Bateria 3: +0.5 m/s
| Posição | Bateria | Atleta                        | Nacionalidade  | Tempo        | Notas           |
| ------- | ------- | ----------------------------- | -------------- | ------------ | --------------- |
| 1       | 2       | Antoine Andrews               | Bahamas        | 13.39        | Q               |
| 2       | 1       | Matthew Sophia                | Países Baixos  | 13.43        | Q, NU20R        |
| 3       | 2       | Malik Mixon                   | Estados Unidos | 13.52        | Q,              |
| 4       | 2       | Mitchell Lightfoot            | Austrália      | 13.57        | q               |
| 5       | 1       | Demario Prince                | Jamaica        | 13.58        | Q,              |
| 6       | 1       | Enzo Diessl                   | Áustria        | 13.58        | q, NU20R        |
| 7       | 2       | Sisínio Ambriz                | Portugal       | 13.60        | NU20R           |
| 8       | 2       | Thiago Ornelas                | Brasil         | 13.62 [.616] |                 |
| 9       | 3       | Tayleb Willis                 | Austrália      | 13.62 [.617] | Q               |
| 10      | 1       | Štěpán Schubert               | Chéquia        | 13.65        |                 |
| 11      | 3       | Bogdan Vidojković             | Sérvia         | 13.70        | Q               |
| 12      | 2       | Kherrafi Moncif               | Argélia        | 13.72        | Recorde pessoal |
| 13      | 3       | Manuel Mordi                  | Alemanha       | 13.73        |                 |
| 14      | 3       | Dishaun Lamb                  | Jamaica        | 13.76 [.756] |                 |
| 15      | 1       | Markus Moberg                 | Suécia         | 13.76 [.757] | Recorde pessoal |
| 16      | 3       | Carter Birade                 | Canadá         | 13.78        |                 |
| 17      | 3       | TJ Caldwell                   | Estados Unidos | 13.79        |                 |
| 18      | 1       | Christos-Panagiotis Roumtsios | Grécia         | 13.86        |                 |
| 19      | 1       | Yuan-Kai Hsieh                | Taipé Chinesa  | 13.90        |                 |
| 20      | 3       | Oscar Dugue                   | França         | 14.02        |                 |
| 21      | 2       | Šimon Weiser                  | Chéquia        | 14.03        |                 |
| 22      | 3       | Elvin Yap Zhi Xian            | Malásia        | 14.92        |                 |
| 23      | 1       | Issiah Patrick                | Granada        | 15.08        |                 |
| 24      | 2       | Denmar Jacobs                 | África do Sul  | DSQ          | DSQ             |

### Final
A prova final foi realizada no dia 3 de agosto às 17:25. 
Vento: +0.2 m/s
| Posição           | Raia | Atleta             | Nacionalidade  | Tempo        | Notas                |
| ----------------- | ---- | ------------------ | -------------- | ------------ | -------------------- |
| Medalha de ouro   | 4    | Antoine Andrews    | Bahamas        | 13.23        | WU20L                |
| Medalha de prata  | 5    | Malik Mixon        | Estados Unidos | 13.27        | Recorde pessoal      |
| Medalha de bronze | 6    | Matthew Sophia     | Países Baixos  | 13.34        | NU20R                |
| 4                 | 2    | Mitchell Lightfoot | Austrália      | 13.48        | Recorde pessoal      |
| 5                 | 1    | Enzo Diessl        | Áustria        | 13.54 [.538] | NU20R                |
| 5                 | 3    | Tayleb Willis      | Austrália      | 13.54 [.538] | Recorde da temporada |
| 7                 | 8    | Bogdan Vidojković  | Sérvia         | 13.81        |                      |
| 8                 | 7    | Demario Prince     | Jamaica        | DNF          | DNF                  |

Legenda
| Recorde mundial       | Recorde mundial (World record)               |                       | Recorde africano                      | Recorde africano (African) |                                           | Q | Classificado por posição (Qualified) |
| Recorde do campeonato | Recorde do campeonato (Championship record)  | Recorde da América    | Recorde da América (Americas)         | q                          | Classificado por melhor tempo (Qualified) |   |                                      |
| Melhor marca do ano   | Melhor marca do ano (World leading)          | Recorde asiático      | Recorde asiático (Asian)              | DNS                        | Não largou (Did not start)                |   |                                      |
| Recorde nacional      | Recorde nacional (National record)           | Recorde europeu       | Recorde europeu (European)            | DNF                        | Não terminou (Did not finish)             |   |                                      |
| Recorde pessoal       | Recorde pessoal do atleta (Personal best)    | Recorde da Oceania    | Recorde da Oceania (Oceania)          | DSQ / DQ                   | Desclassificado (Disqualified)            |   |                                      |
| Recorde da temporada  | Recorde da temporada do atleta (Season best) | Recorde sul-americano | Recorde sul-americano (South America) | NM                         | Sem marca (No mark)                       |   |                                      |